# Сан-Жануариу
Стадион «Васко да Гама» (порт. Estádio Vasco da Gama), более известный как «Сан-Жануариу» (порт. São Januário). Названный в честь одноимённой улицы и клуба, принадлежит «Васко да Гаме». Фасад стадиона является национальным историческим и художественным наследием Бразилии.
Стадион расположен в районе Васко да Гама в Рио-де-Жанейро на холме возле Национальной обсерватории Бразилии. Из-за своего местоположения, стадион получил прозвище «Эстадиу да Колина» (порт. Estadio da Colina) — «Стадион на холме». Из-за этого команда получила прозвище «Гигант с холма» (порт. Gigante da Colina). Также это одна из немногих арен в мире, где скамейки запасных и тренерская зона расположены за воротами.

## История
Изначально стадион вмещал 15 150 зрителей и был открыт 27 апреля 1927 года в присутствии тогдашнего президента Бразилии Вашингтона Луиса. В дебютном матче «Васко да Гама» проиграл «Сантосу» со счётом 3:5. «Сан-Жануариу» был крупнейшим стадионом Нового света до открытия «Сентенарио» в Монтевидео в 1930 году. До открытия до открытия «Пакаэмбу» в Сан-Паулу это был крупнейший стадион Бразилии. В Рио-де-Жанейро стадион упустил пальму первенства в 1950 году, когда к чемпионату мира была построена «Маракана». Однако до настоящего времени «Сан-Жануариу» остаётся крупнейшим частным стадионом в штате Рио-де-Жанейро.
Стадион имеет большое значение для страны. Данную арену часто использовал для выступлений перед народом 17-й президент Бразилии Жетулиу Варгас. Так, с трибуны «Сан-Жануариу» он объявил о принятии Свода трудовых законов Бразилии. Во время летних Олимпийских игр 2016 года на стадионе проходили игры по регби.